# Goszmann György
Goszmann György (1807–1877) ötvös és ezüstműves.
1836-ban szerezte mesteri címét, két évvel később pesti polgárságát. 1860-ban céhmester lett. A neobarokk stílus egyik képviselője, művei többnyire magántulajdonban vannak, néhány művét budapesti múzeumok őrzik (a Magyar Nemzeti Múzeumban van az Egressy Gábor-emlékserleg, fedelén Thalia plasztikus alakjával). Számos evőeszköz, cukordoboz, gyertyatartó, tálca került ki a keze alól, készített még néhány serleget és egyházi ötvösművet. Legtöbbször bordázta az edénytestet és trébelt hólyagokat alkalmazott. Egyházi rendeltetésű művei közül a sziráki evangélikus templom ostyatartója, a vanyarci evangélikus templom két kelyhe (1835, 1854), a szentmártonkátai (1845) és a tiszaderzsi kelyhek jelentősebbek.